# Nathan Gunn
Nathan Gunn (South Bend, Indiana 1970) es un cantante de ópera estadounidense, cuya cuerda es de barítono.

## Biografía
Nathan Gunn ha cosechado numerosos éxitos en distinto cosos operísticos tanto americanos (Metropolitan, Ópera de San Francisco, Los Ángeles, Seattle...) como en Europa (Covent Garden de Londres, la Ópera de París, el Teatro Real de Madrid o el Teatro de la Moneda de Bruselas).
Gunn ha interpretado con éxito roles del repertorio clásico tales como Guglielmo en Cosi fan tutte o el Conde de Almaviva en Las bodas de Fígaro, ambas de Mozart; Malatesta en Don Pasquale o Belcore en El elixir de amor, ambas de Donizetti; o Eugenio Oneguin de Chaikovski, La coronación de Popea de Monteverdi o Los pescadores de perlas de Bizet.
Pero también Gunn ha triunfado en ópera actual, como pueden ser sus intervenciones en An american Tragedy de Tobias Bicker (2005), Las uvas de la ira (2007) de Ricky Ian Gordon o Breve encuentro (2009) de Andre Previn,
Nathan Gunn también goza de éxito, además de su voz, por poseer un físico agraciado; tanto es así, que en 2008 la revista People le incluyó dentro de la lista de los hombres vivos más sexys.
Además, Gunn es profesor de técnica vocal en la Universidad de Illinois, centro donde su esposa también es docente.

## Enlaces
- Página personal de Nathan Gunn
- http://www.fanfaire.com/aria/gunn.html
- http://www.people.com/people/archive/article/0,,20245556,00.html

- Datos: Q2839247
- Multimedia: Nathan Gunn / Q2839247